# Sindangmulya (Maja)
Sindangmulya is een bestuurslaag in het regentschap Lebak van de provincie Banten, Indonesië. Sindangmulya telt 4620 inwoners (volkstelling 2010).